# Edetans
Els edetans (en llatí edetani, en grec antic Ἠδητανοί) eren un poble iber d'Hispània, a la Tarraconense. Tenien a l'oest i sud-oest els sedetans i els bastetans; al sud els contestans; i al nord els ilercavons. Ocupaven la major part de la província de València al nord del Xúquer, i la part sud de la província de Castelló fins a la serra d'Almenara, encara que no tots els autors coincideixen amb aquests límits, i els fan arribar a l'interior de l'Aragó, segurament per confusió amb els sedetans. El seu territori s'anomenava Edetània.
La capital d'aquest poble era Edeta (actualment Llíria), però la ciutat més important va ser Sagunt. Els romans van fundar València (Valentia) al seu territori l'any 138 aC. Altres ciutats n'eren Sucro, Tútia i Kili. El seu personatge més conegut va ser el cabdill Edecó.